# Gustav Wiedermann

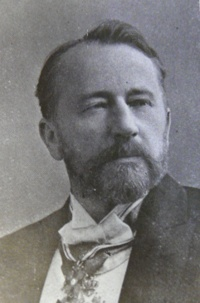
Architekt Gustav Wiedermann

Gustav Wiedermann (* 24. August 1850 in Franzensbad (Františkovy Lázně); † 11. Februar 1914 ebenda) war ein deutsch-böhmischer Architekt des  romantischen Historismus, insbesondere der westböhmischen Bäderarchitektur um 1900.

## Leben und Wirken
Gustav Wiedermann war der Sohn des Architekten Karl Wiedermann (1815– um 1875). Nach dem Architektur-Studium in Prag, Graz und München kehrte er in seine Heimatstadt Franzensbad zurück, wo er ab 1873 an den Bauvorhaben seines Vaters mitwirkte. Diese Bauten mit dem charakteristischen gelb-weißen Kaiserstil hat das unverwechselbare Erscheinungsbild des gesamten Zentrums der Kurstadt geprägt. Sein Baustil kann als romantischer Historismus bezeichnet werden, in dem sich Elemente der Neorenaissance, des Eklektizismus und des späten Neoklassizismus vermischen.
Für seine russisch-orthodoxen Kirchenbauten, insbesondere für den Bau der Kirche der hl. Olga von Kiew in Franzensbad, wurde Gustav Wiedermann der Kaiserlich-russische Orden der hl. Anna des  Russischen Reiches verliehen. Außerdem erhielt er bei einem Besuch des serbischen Königs Milan I. in Franzensbad den serbischen Orden des Heiligen Sava.
Im Jahr 1889 wurde Gustav Wiedermann Vorsitzender des örtlichen Pflanz- und Verschönerungsvereins und war von 1900 bis 1910 kaiserlicher Rat und Bürgermeister von Franzensbad.
Der Wiedermann-Park in Franzensbad mit dem Aussichtsturm Dankwarte (1916), jetzt Rozhledna Zámeček, wurde ihm zu Ehren benannt. Die Bauten von Gustav Wiedermann und seinem Vater Karl Wiedermann, die den größten Teil des öffentlichen Raums des Kurortes um die Wende vom 19. zum 20. Jahrhundert geprägt haben, blieben bis heute nahezu unverändert erhalten. Wegen der vielen Verdienste um seine Vaterstadt wird er auch als „Schöpfer des modernen Franzensbad“ verehrt.

## Bauten

### In Františkovy Lázně
- Saalanbau des Kur- und Gesellschaftshauses (1877)[5]
- Villa Imperial (1877/78) Františkovy Lázně, Dr. Pohoreckého 151/3, von Karl Wiedermann, fertiggestellt von Gustav Wiedermann (1878)[6][7]
- Kurbad II, genannt Kaiserbad (Císařské Lázně) (1872–1880), zusammen mit Karl Haberzettl (1848–1906)
- Russisch-orthodoxe Kirche der hl. Olga (1887–1889), nach einem Entwurf von Alexander Lawrentjewitsch Ober, älteste orthodoxe Kirche in Tschechien[8][9]
- Anbau des Israelitischen Hospitals an die Synagoge in Franzensbad (1898), zerstört
- Aussichtsturm und künstlichen Burgruine, genannt Salingburg (1906)
- Villa Steinsberg (1906) Františkovy Lázně, Kollárova 180/7[10]
- Neue Kolonnade mit Gasbädern (1912), zusammen mit Gabriel von Seidl[11]
- Wirtschaftsgebäude in Franzensbad[12]

### In weiteren Orten
- Russisch-orthodoxe Kirche St. Peter und Paul in Karlsbad (1893–1898), Vorbilder waren die Dreifaltigkeitskirche am Schloss Ostankino und die Russisch-orthodoxe Kirche in Dresden[13]
- Russisch-orthodoxe Kirche des hl. Wladimir in Marienbad – Mariánské Lázně (1900–1902), nach einem Entwurf von Nikolai Sultanow (1850–1908)[14]
- Haus Metropole (Dům Metropole) in Karlsbad – Karlovy Vary, Pod Jelením skokem 362/5
- Sparkasse (Spořitelna) in Eger – Cheb, náměstí Krále Jiřího z Poděbrad 483/38
- Margarethen-Villa (Villa Schmieger, 1887) in Eger – Cheb, Májová 582/19[15]
- Handels- und Gewerbekammer Eger (1898–1899) in Eger – Cheb, Sládkova 159/1[16]
- Seitenflügel des Palais Dietrichstein (Ditrichštejnský palác) (1877–1879) in Olmütz – Olomouc, Opletalova 364/1
- Werksbad, Übernachtungshaus und Ledigenwohnheim (1895) der Kammgarnspinnerei Ignaz Schmieger in Zwodau - Svatava

## Galerie seiner Bauten

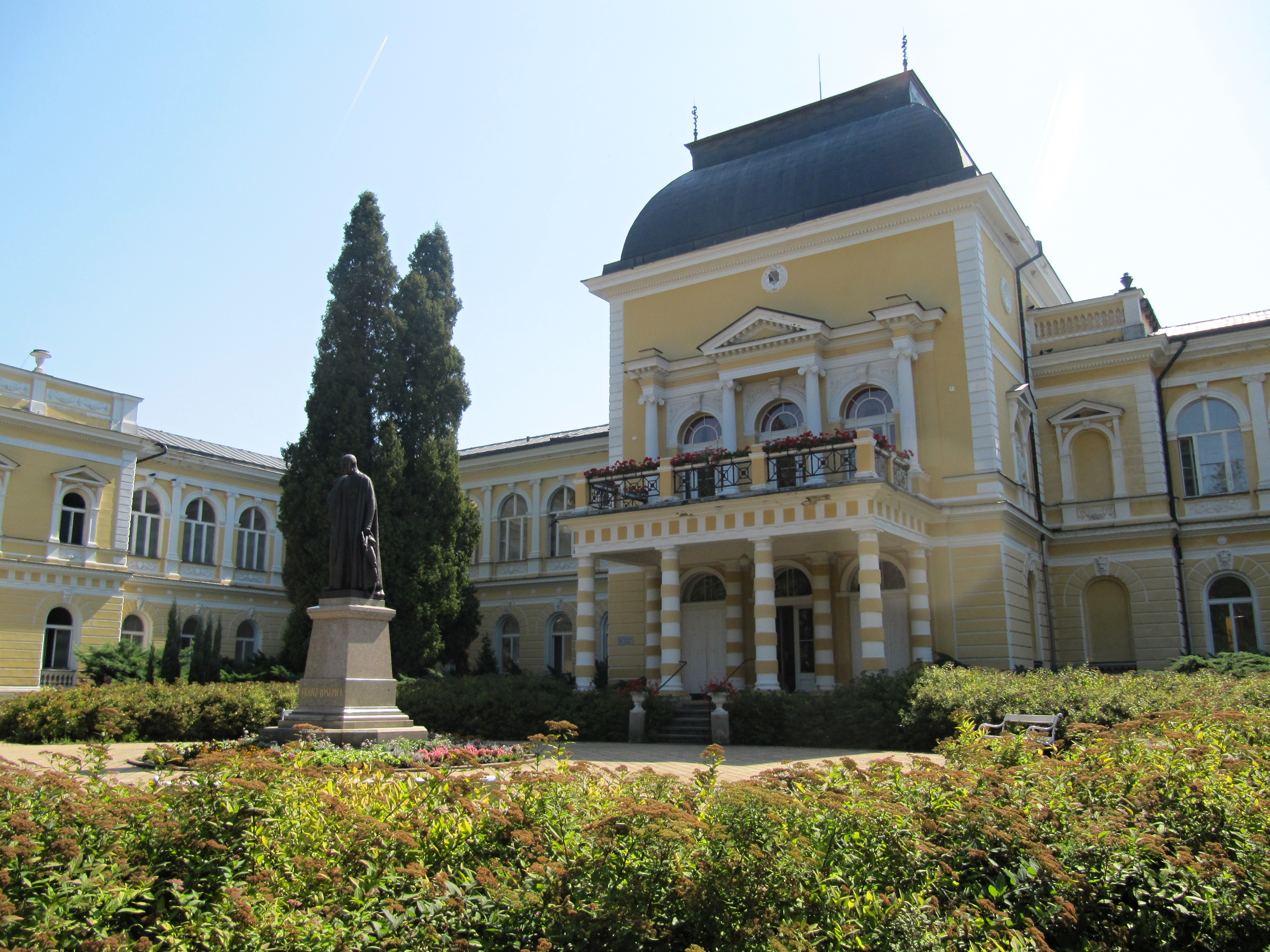
Kaiserbad Franzensbad
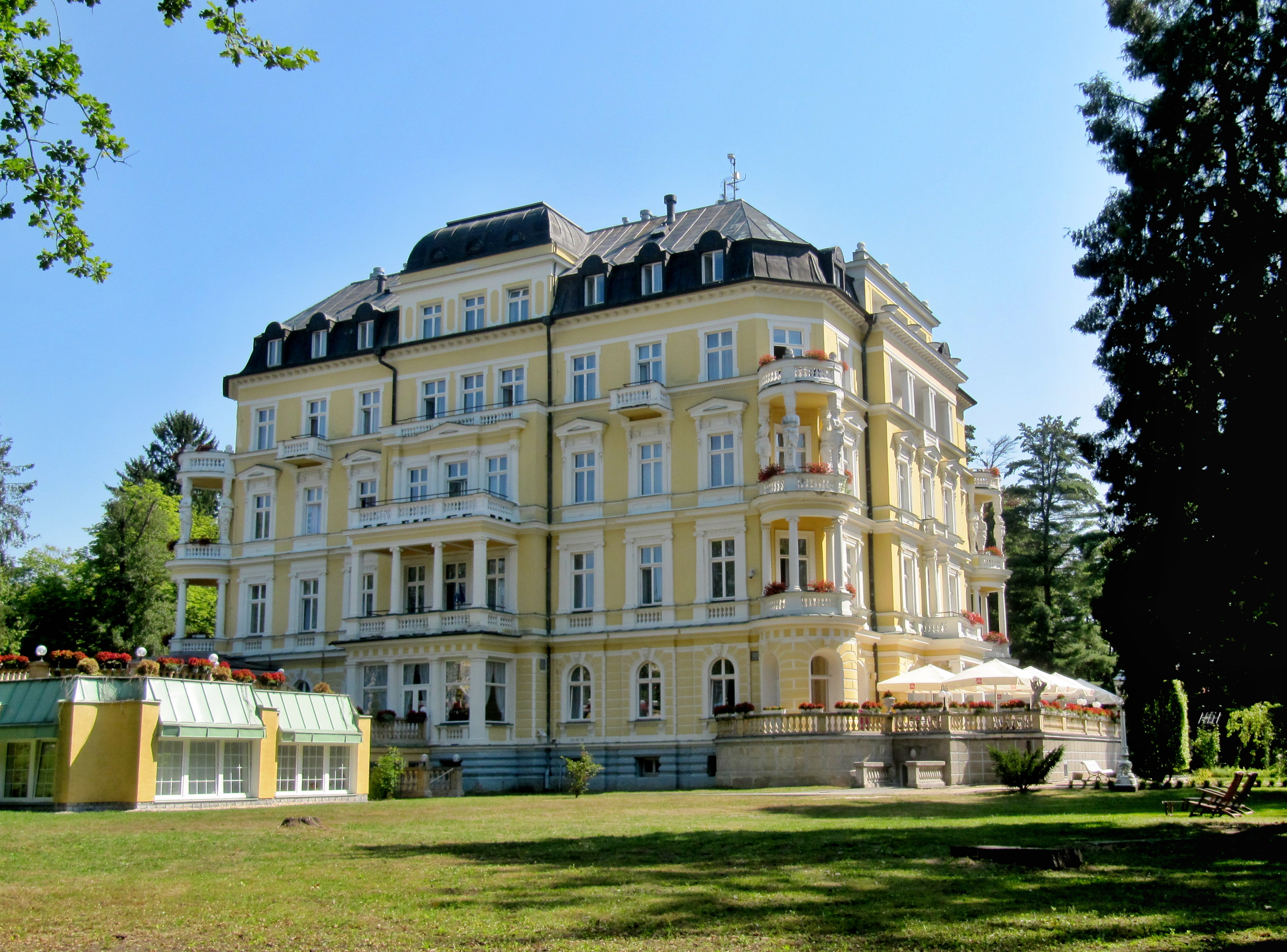
Hotel Imperial Franzensbad
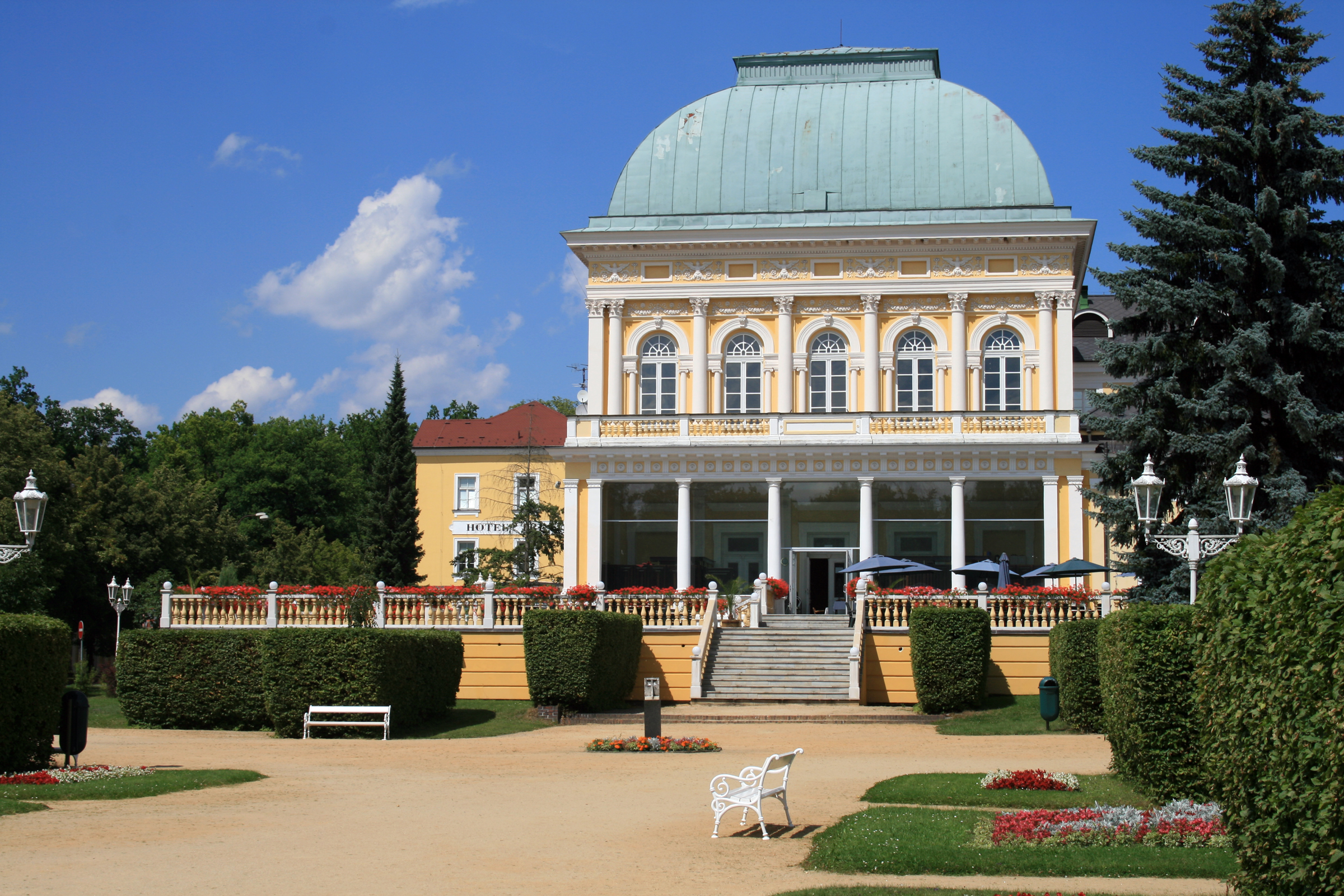
Casino Franzensbad
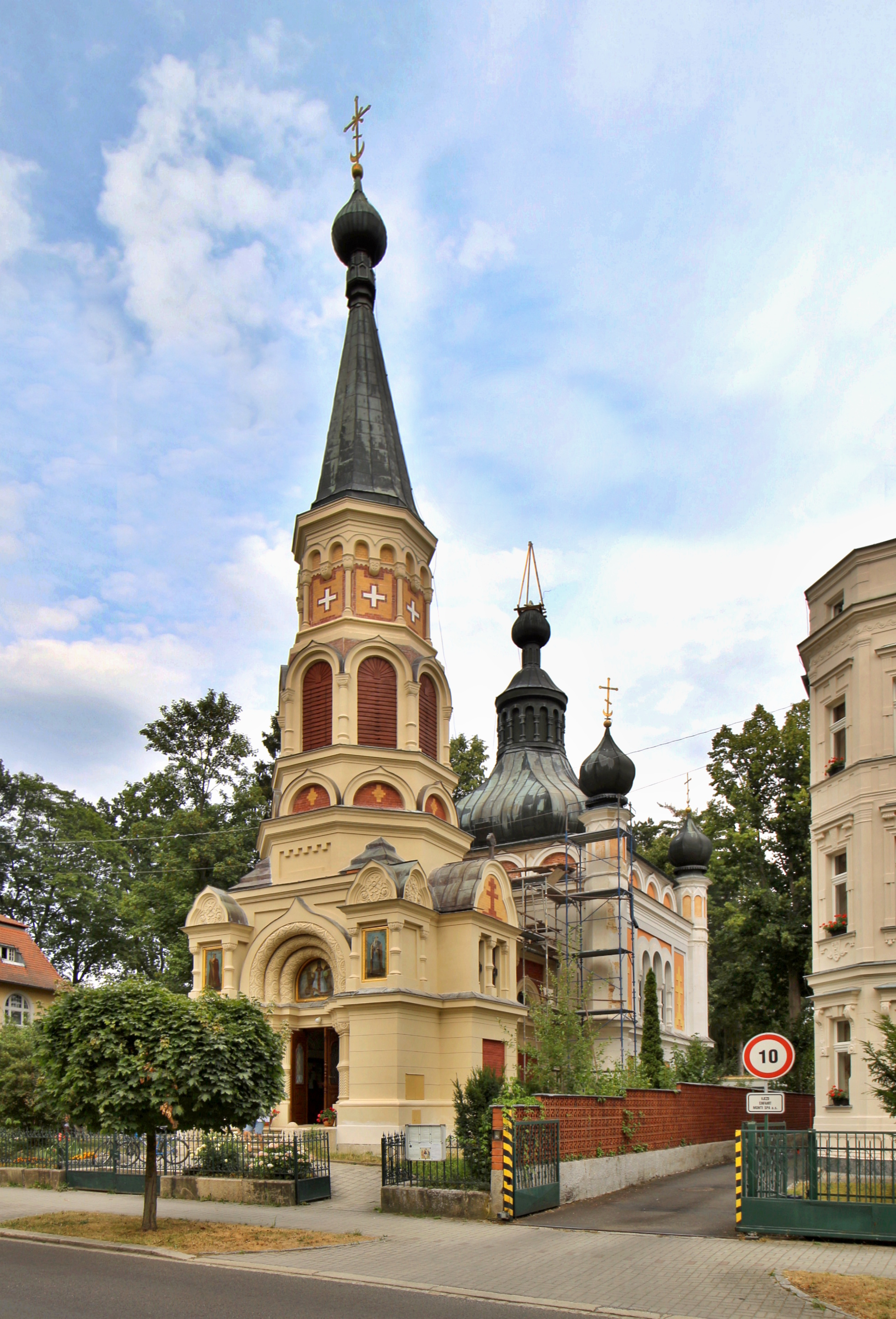
Russische Kirche Franzensbad
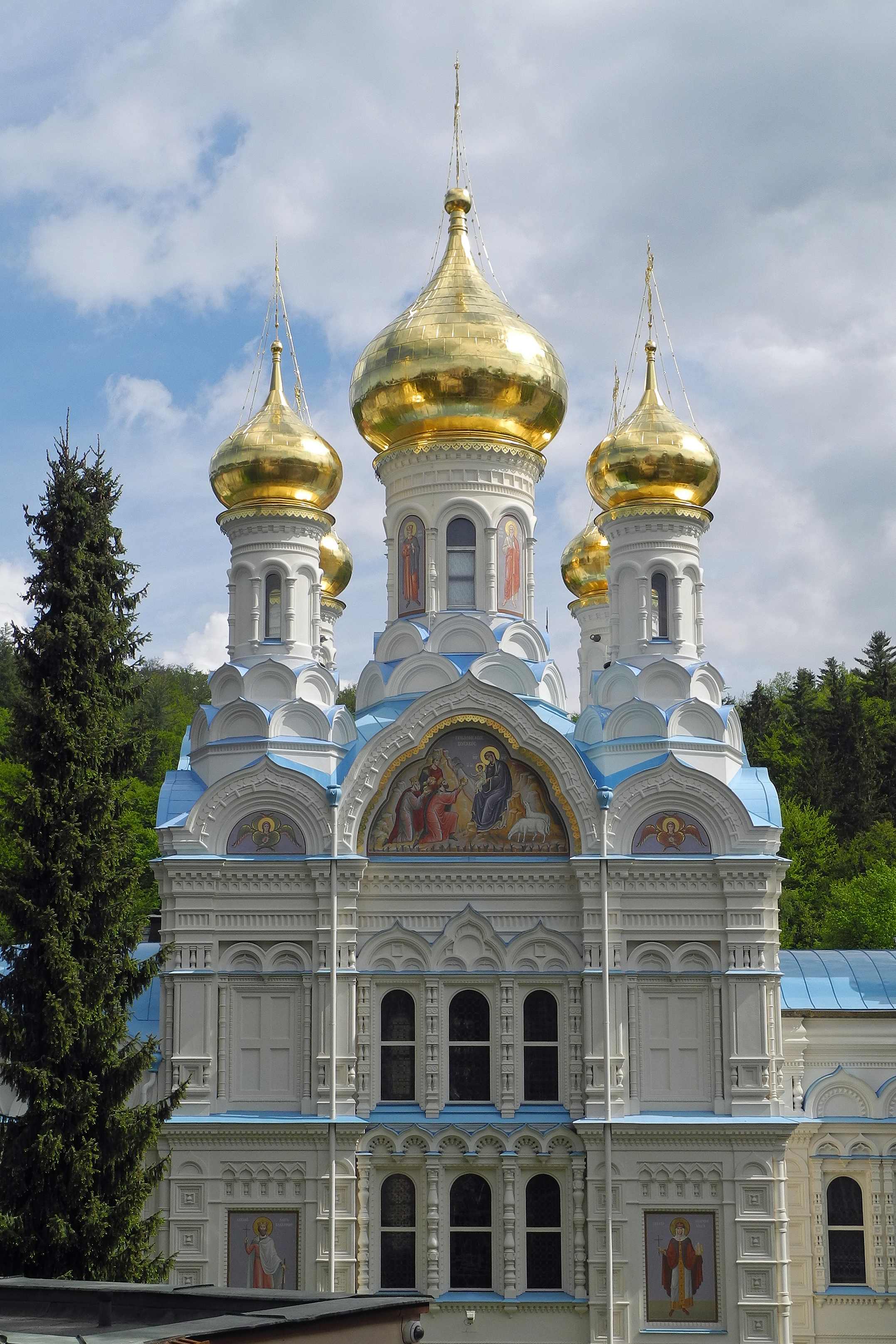
Russische Kirche Karlsbad
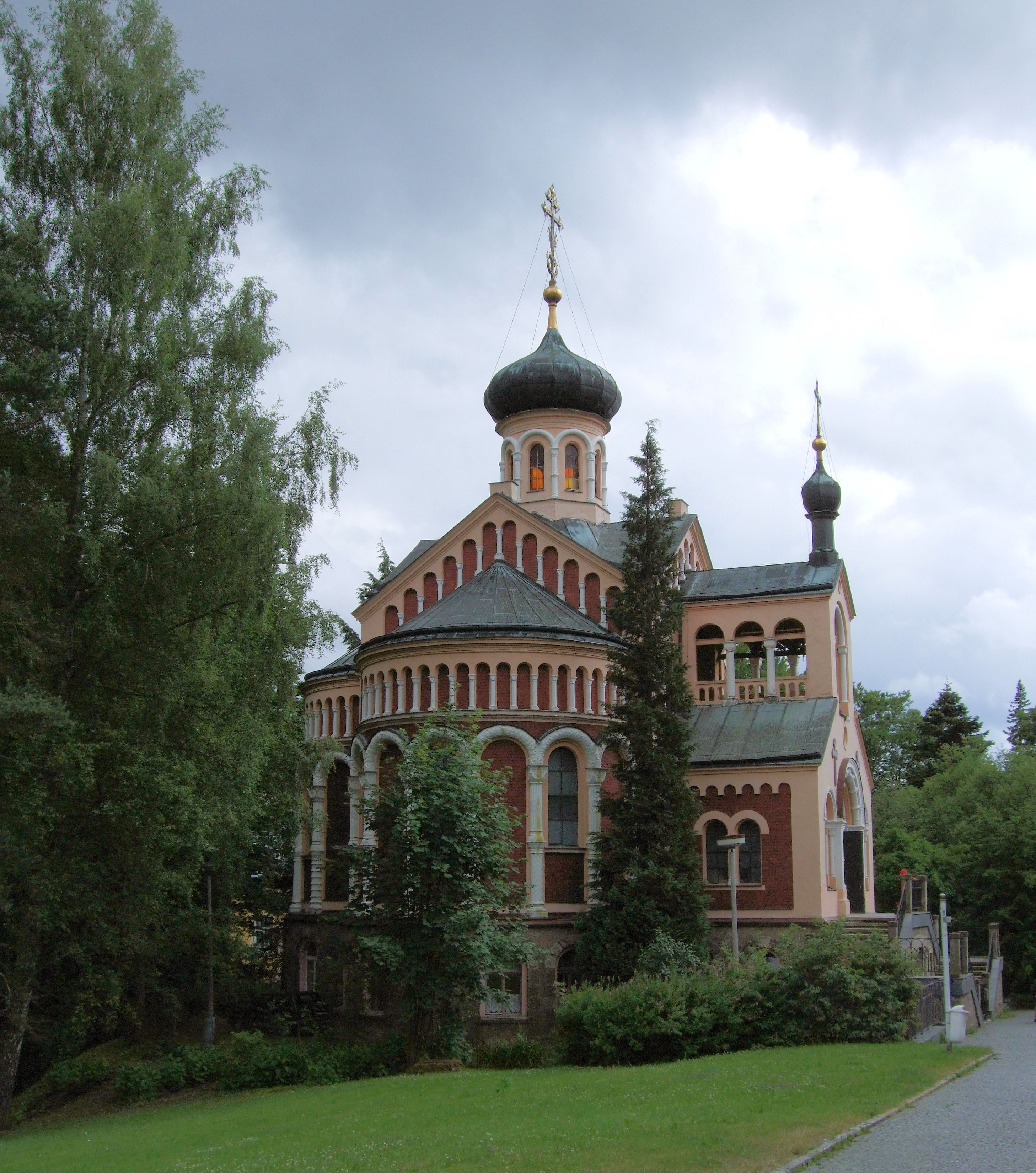
Russische Kirche Marienbad
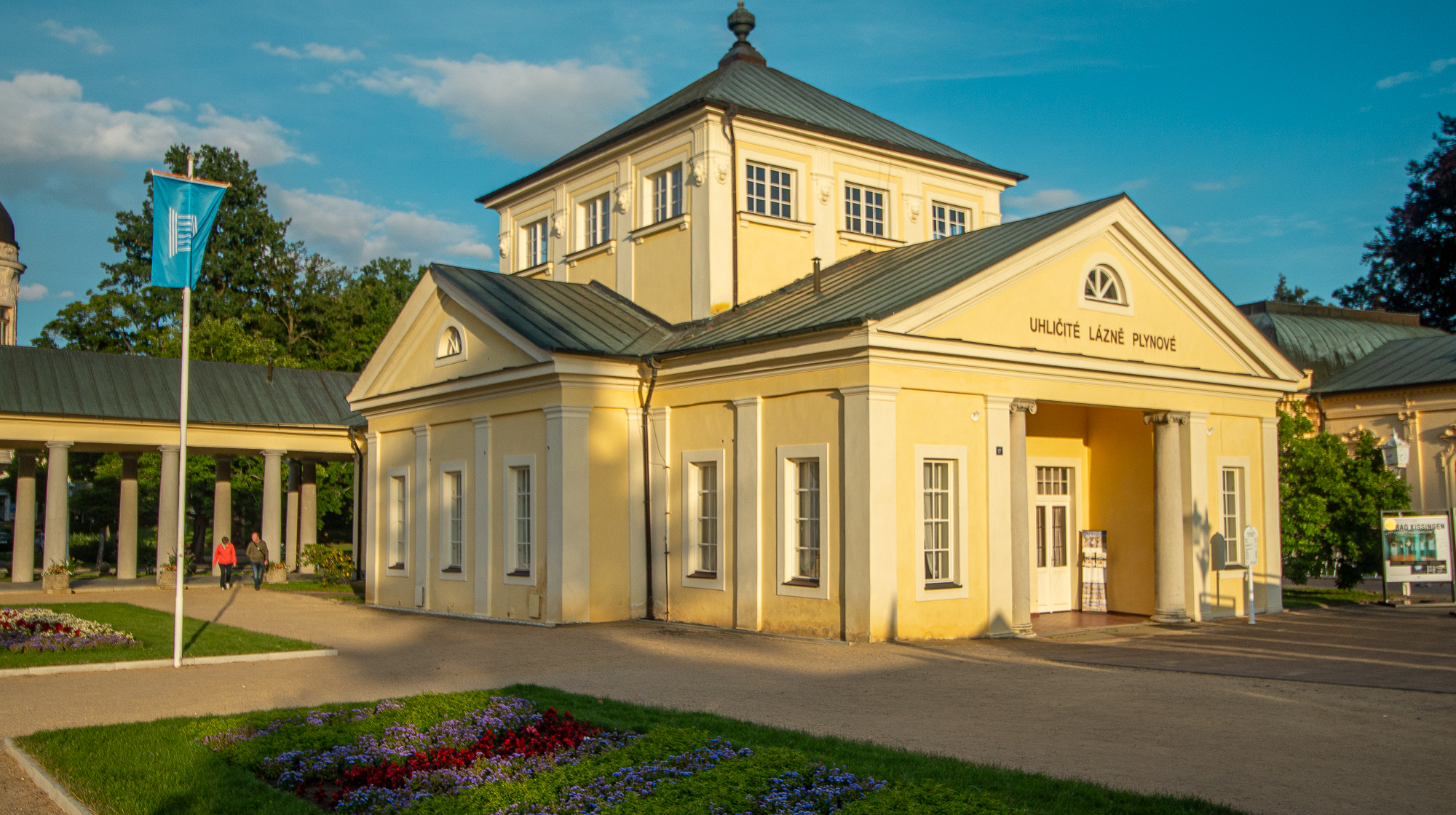
Neue Kolonnade Franzensbad
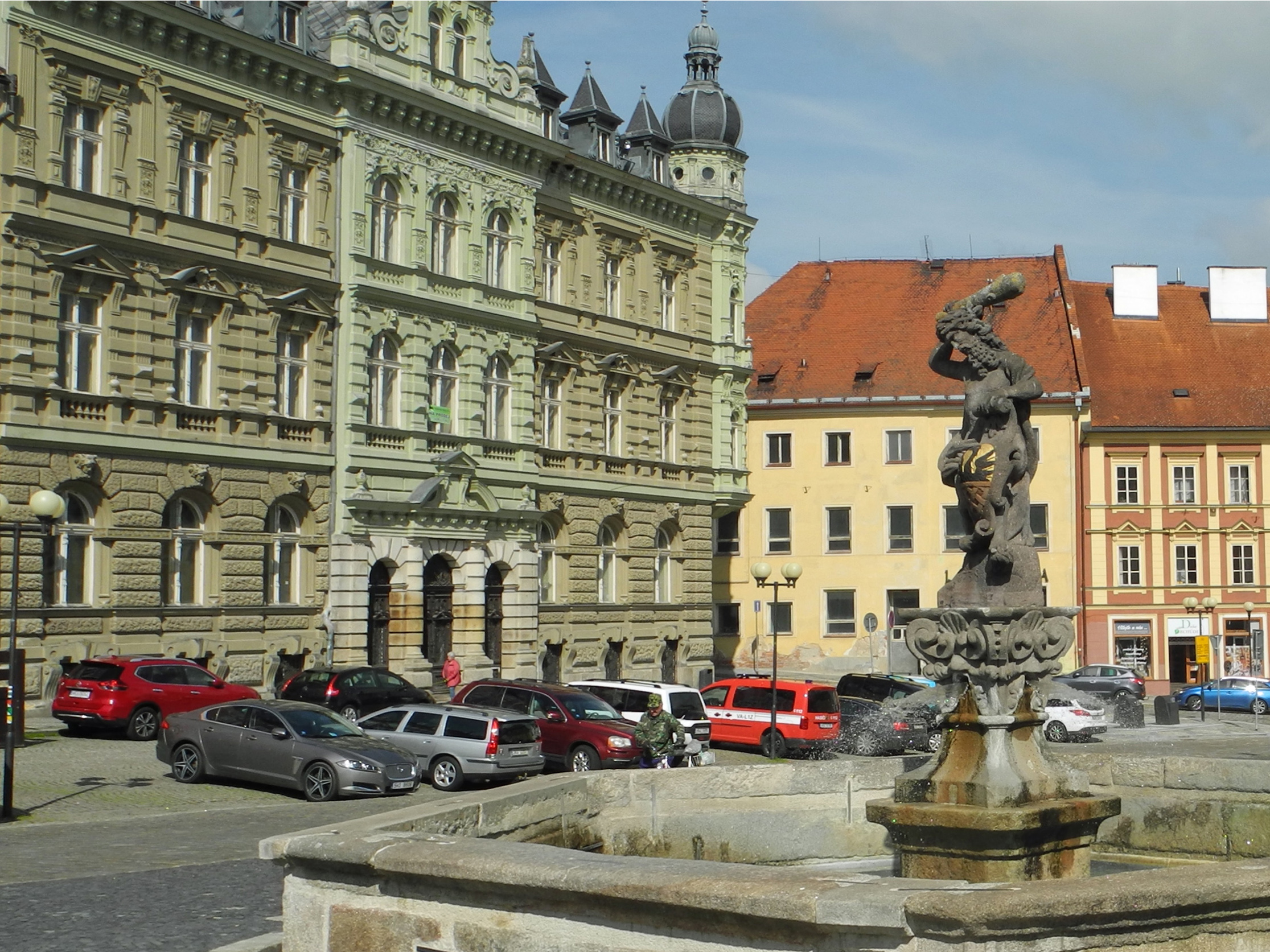
Ehem. Sparkasse in Cheb
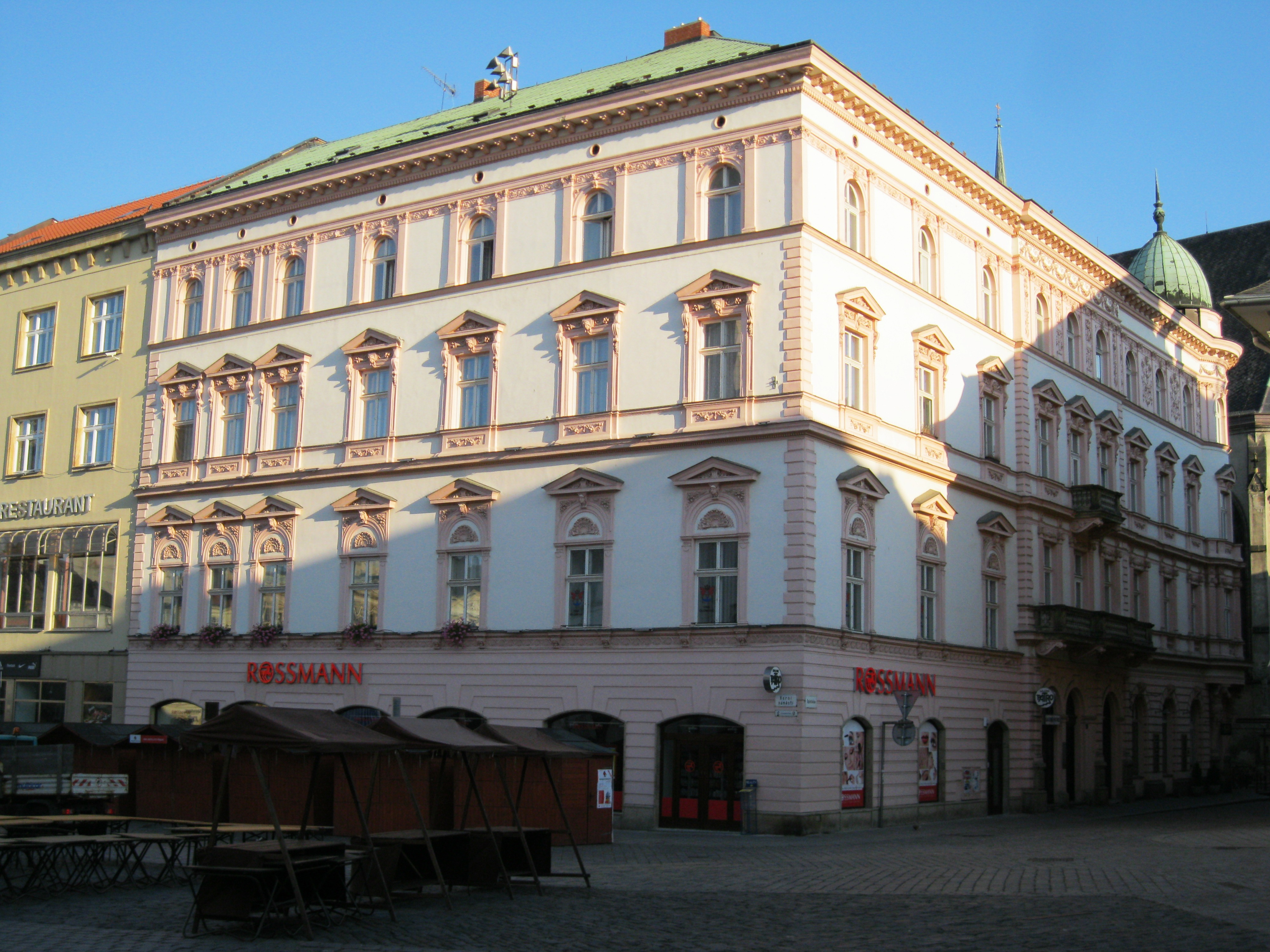
Palais Dietrichstein in Olomouc
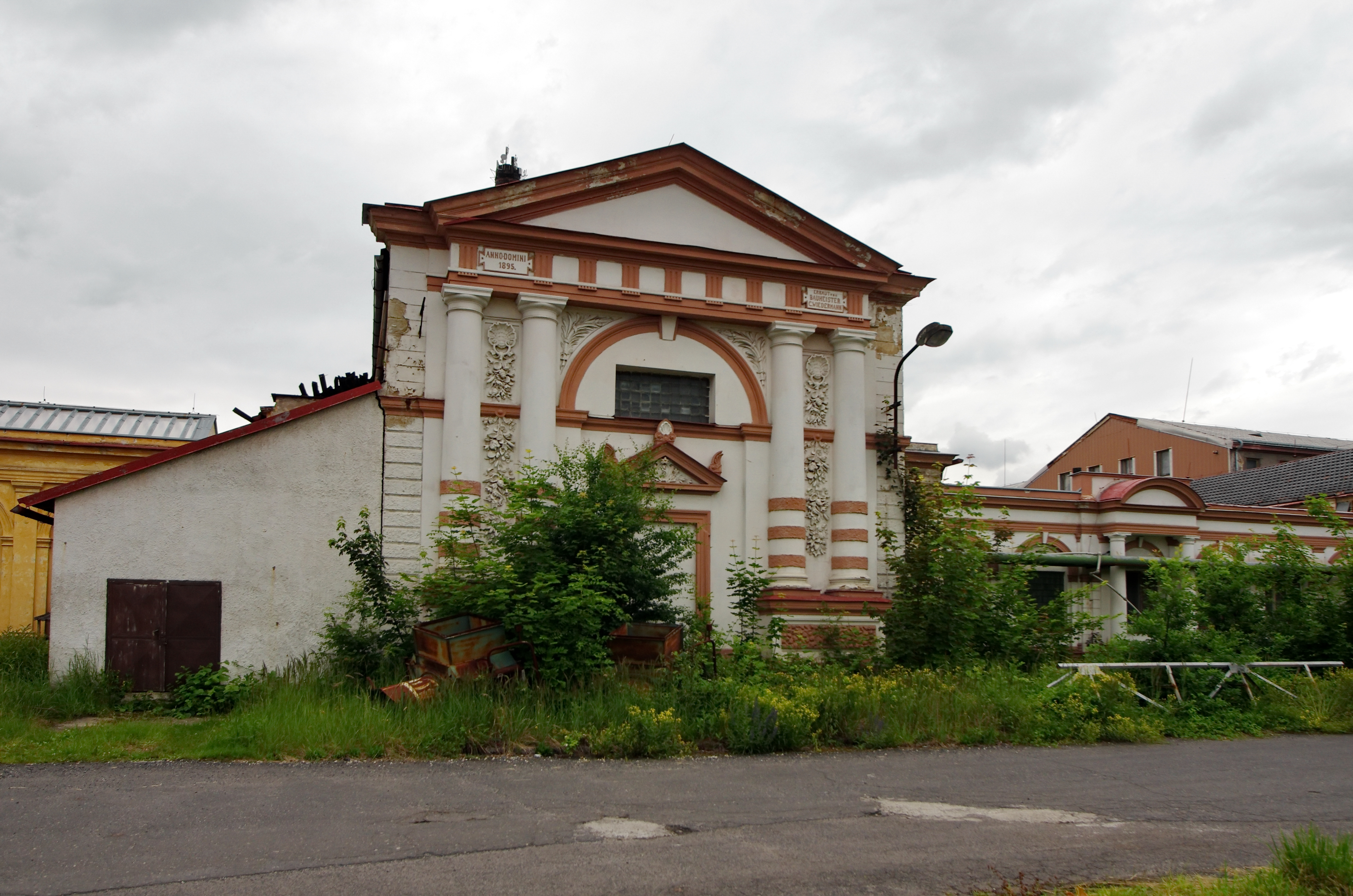
Badehaus der Kammgarnspinnerei Ignaz Schmieger in Svatava